# Der internationale Jude

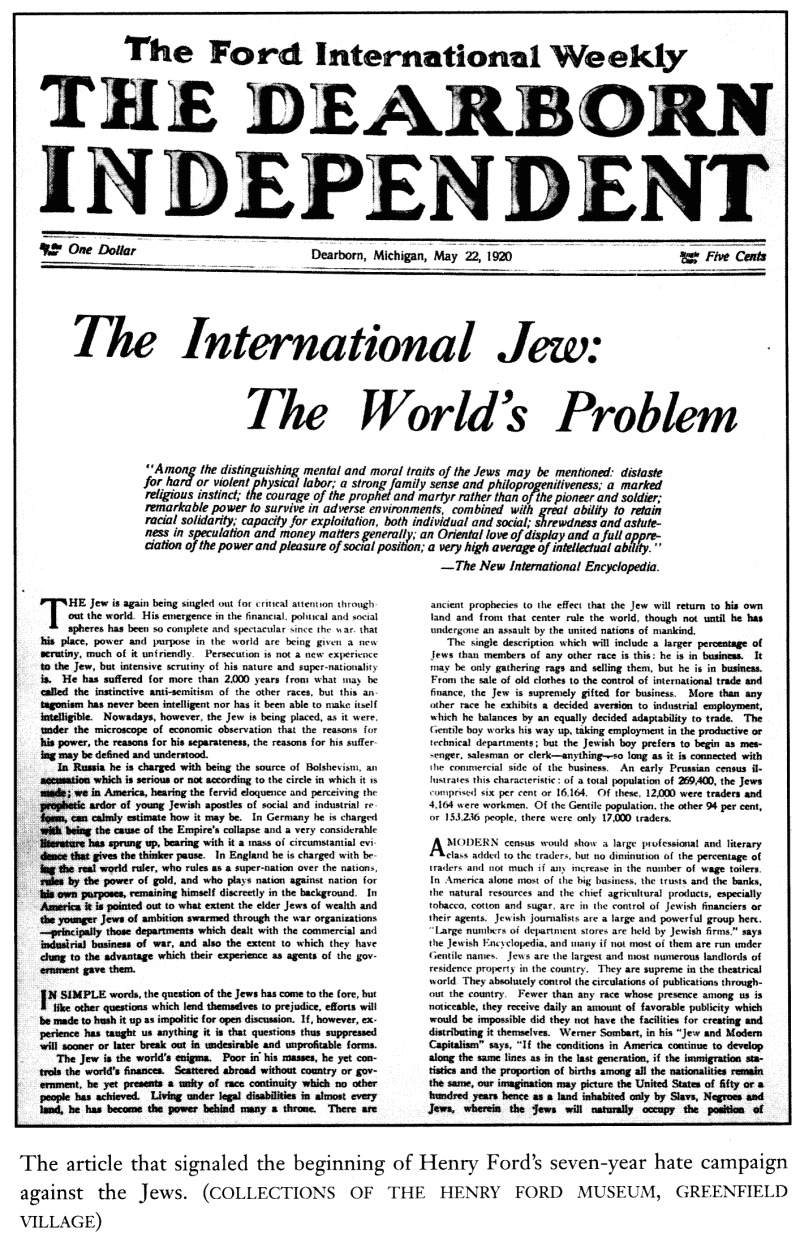
Erstveröffentlichung im Dearborn Independent 1920

Der internationale Jude: Ein Weltproblem (englisch: The International Jew: The World’s Problem) ist ein antisemitisches Buch des amerikanischen Unternehmers Henry Ford, das in vier Bänden 1920 bis 1922 in den USA erschien. Die Publikation erreichte in den USA eine Auflage von 500.000 Stück. Übersetzungen erschienen in 16 Sprachen – unter anderem in Deutschland, Spanien, Frankreich, Norwegen, Dänemark, Polen, Bulgarien, Italien, Griechenland und erreichten schließlich auch Japan und China.

## Inhalt

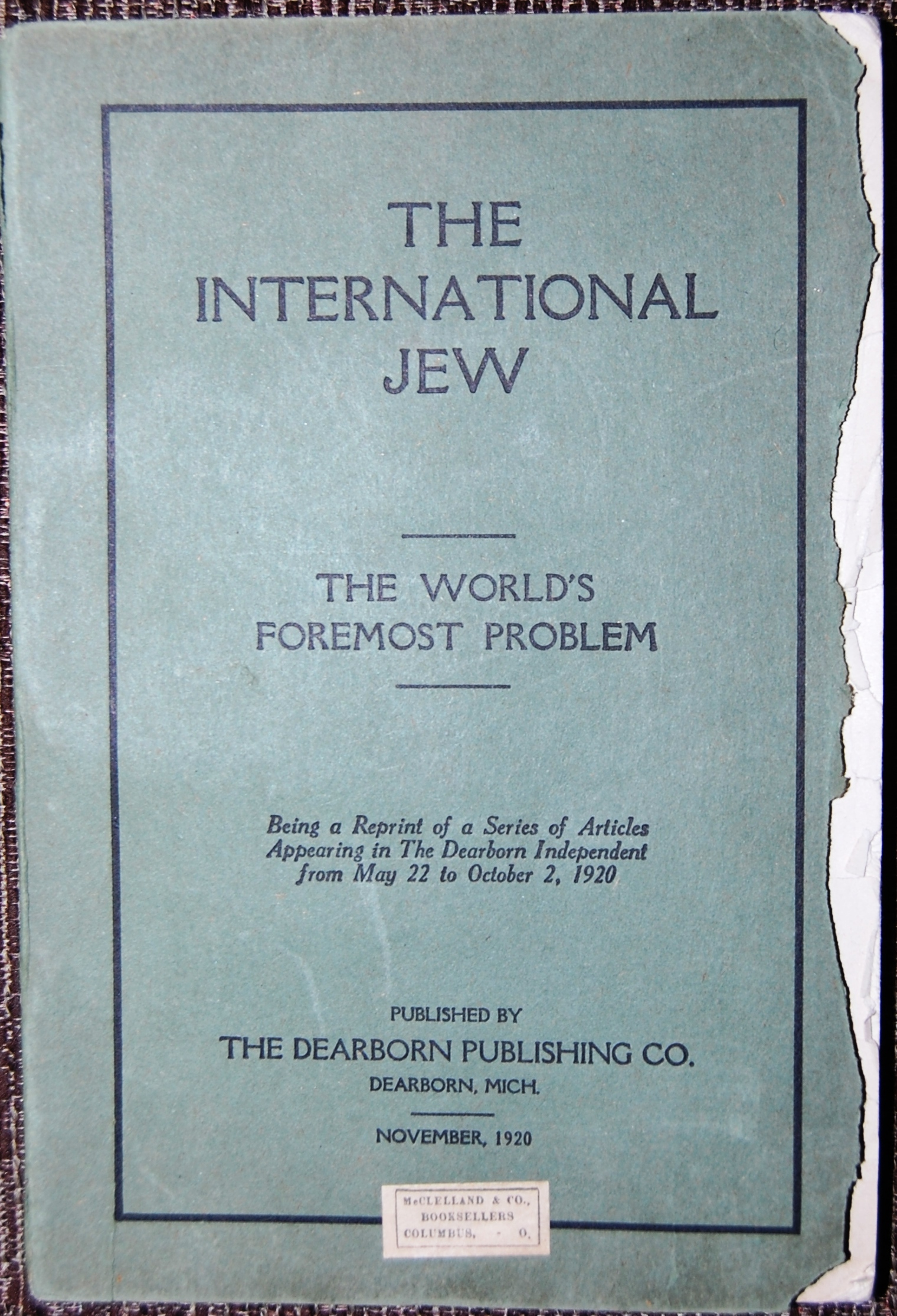
US-amerikanische Buch-Erstausgabe von 1920, Band 1

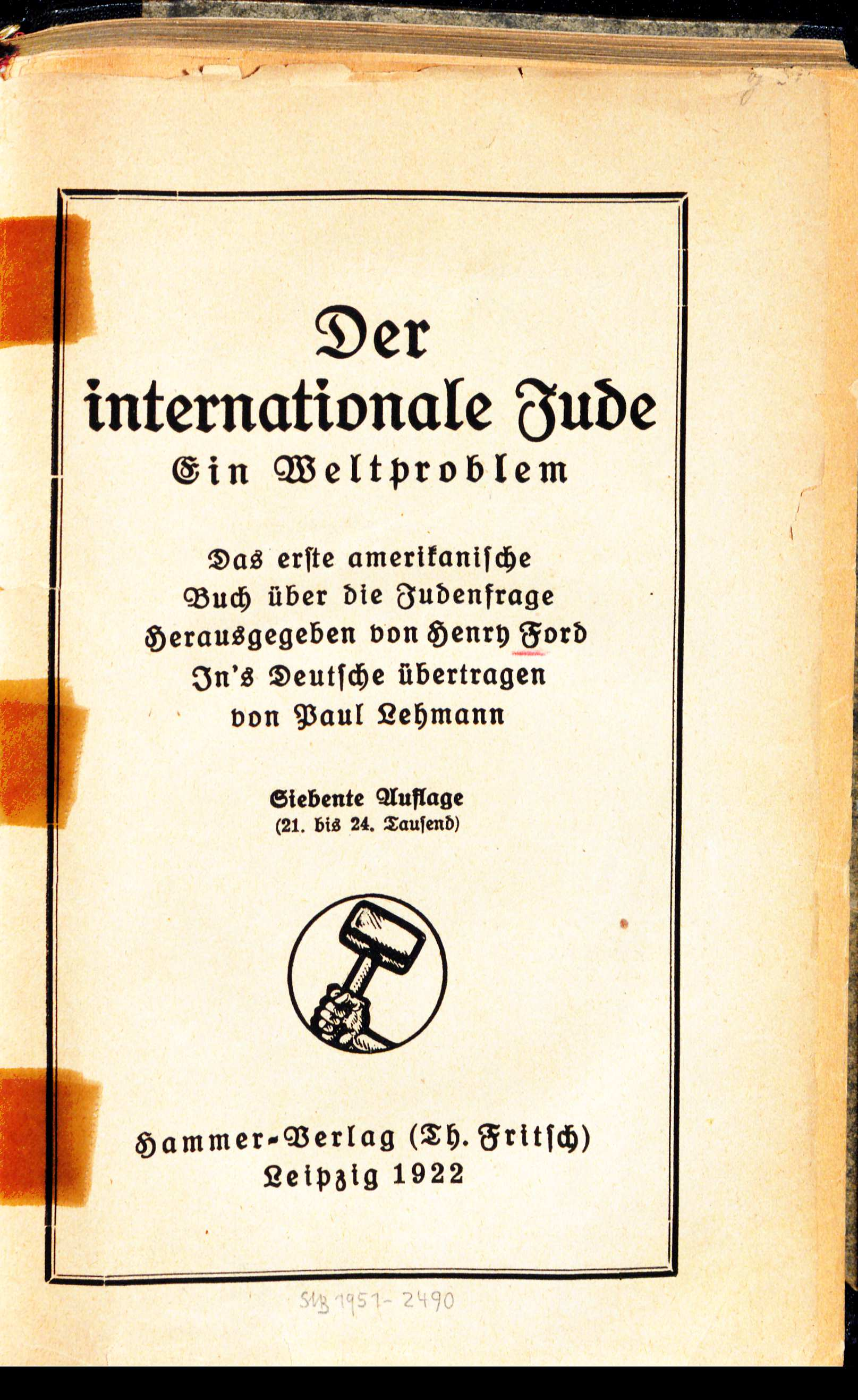
Der internationale Jude: Ein Weltproblem, Hammer-Verlag, Leipzig 1922

Die vier Bände enthalten den Nachdruck von 91 Artikeln verschiedener Autoren, darunter auch von Fords langjährigem persönlichen Sekretär, Ernest G. Liebold, die im Jahr 1920 in der von Ford selbst herausgegebenen Wochenzeitung The Dearborn Independent erstveröffentlicht worden waren. Keiner der Artikel wurde von Ford selbst verfasst; da er aber der Verleger und Herausgeber der Zeitung war, lag die Veröffentlichung in seiner Verantwortung.
Aus der ursprünglichen Gliederung in vier Bände wurde später ein Buch, das von Übersetzern teilweise an die Verhältnisse in den jeweiligen Ländern angepasst wurde:
- Band 1: The International Jew: The World’s Foremost Problem (1920) (Der internationale Jude – das dringlichste Problem der Welt)
- Band 2: Jewish Activities in the United States (1921) (Jüdische Aktivitäten in den USA)
- Band 3: Jewish Influence in American Life (1921) (Jüdischer Einfluss im amerikanischen Leben)
- Band 4: Aspects of Jewish Power in the United States (1922) (Aspekte der jüdischen Macht in den USA)

Das Buch bezieht sich unter anderem auf das antisemitische Pamphlet Protokolle der Weisen von Zion, das zuerst 1903 auf Russisch erschienen war, und förderte dessen weltweite Verbreitung. Als weiteres Element ergänzte es die These, der russische Bolschewismus sei wesenhaft jüdisch, und nutzte sie zur Polemik gegen die amerikanischen Gewerkschaften.
Ein Zitat aus dem Buch lautet: „Der internationale jüdische Bankier, der kein Vaterland hat, sondern alle Länder gegeneinander ausspielt, und das internationale jüdische Proletariat, das von Land zu Land streicht, um die ihm genehmen wirtschaftlichen Bedingungen zu suchen, sind hinter allen Problemen zu finden, die heutzutage die Welt beunruhigen.“

## Rezeption in Deutschland
1922 erschien eine deutsche Übersetzung von Paul Lehmann unter dem Titel Der internationale Jude: Ein Weltproblem im Leipziger Hammer-Verlag des antisemitischen Verlegers Theodor Fritsch. Die Ausgabe umfasste 350 Seiten. Schon mit der deutschen 26. Auflage war 1926 das 94. Tausend gedruckt.
Fords Buch wurde zum Verkaufserfolg, nicht nur in der völkischen Bewegung und bei Vertretern der Dolchstoß-Legende, sondern im Gewand einer Kritik der internationalen Finanzwelt ebenso in der deutschen Arbeiterbewegung. Unbelegt ist allerdings die These, Ford habe in den 1920er-Jahren die NSDAP finanziert. Zu seinem 75. Geburtstag am 30. Juli 1938 wurde Henry Ford jedoch mit dem Großkreuz des Deutschen Adlerordens ausgezeichnet.
In einem Brief bemerkte Heinrich Himmler 1924, Ford sei „einer der wertvollsten, gewichtigsten und geistreichsten Vorkämpfer“. Der Reichsjugendführer Baldur von Schirach bekräftigte ebenfalls den Einfluss der Ford-Lektüre in seiner Aussage beim Nürnberger Prozess:

„Das ausschlaggebende antisemitische Buch, das ich damals las und das Buch, das meine Kameraden beeinflußte [...] war das Buch von Henry Ford ‚Der internationale Jude‘. Ich las es und wurde Antisemit. Dieses Buch hat damals auf mich und meine Freunde einen so großen Eindruck gemacht, weil wir in Henry Ford den Repräsentanten des Erfolgs, den Repräsentanten aber auch einer fortschrittlichen Sozialpolitik sahen.“

Zitate aus dem Buch anlässlich einer Rede zum Tag der Deutschen Einheit am 3. Oktober 2003 durch den damaligen CDU-Bundestagsabgeordneten Martin Hohmann  führten zur Hohmann-Affäre und in der Folge zu dessen Parteiausschluss.

## Ende des Erscheinens
Nach einer Verleumdungsklage des US-amerikanischen Rechtsanwalts Aaron Sapiro stellte Ford die Herausgabe des Dearborn Independent 1927 ein. Die Restauflage des Buches The International Jew ließ Ford in den USA vernichten. Theodor Fritsch weigerte sich jedoch, die rund 10.000 Exemplare des Buches in deutscher und spanischer Sprache vom Markt zu nehmen, und begründete das auch mit wirtschaftlichen Einbußen.